# Грицак, Василий Сергеевич
Васи́лий Серге́евич Грица́к (укр. Грицак Василь Сергійович; род. 14 января 1967, Буща, Ровенская область) — украинский военный и государственный деятель. Председатель Службы безопасности Украины (2 июля 2015 — 22 мая 2019), генерал армии Украины (2016). Герой Украины (2019).
Руководитель Антитеррористического центра СБУ — первый заместитель Председателя СБУ (7 июля 2014 — 23 июня 2015).

## Биография
Василий Сергеевич Грицак родился 14 января 1967 года в селе Буща Дубновского района Ровенской области. Отец — Сергей Грицак, мать — Мария.

### Образование
В 1984 году закончил Смигскую ООШ I—III ступеней. В 1992 году окончил исторический факультет Луцкого государственного педагогического института. В 1993 и 1997 годах — курсы в Институте подготовки кадров СБ Украины, в 1998 и 2006 годах — курсы Национальной академии СБ Украины.

### В СБУ

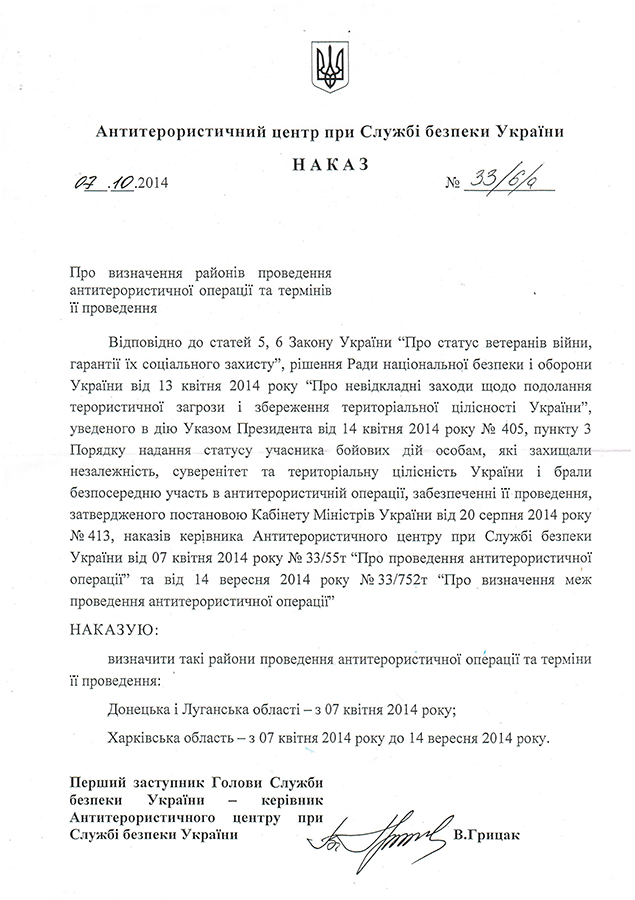
Приказ Антитеррористического центра СБУ от 07.10.2014 «Об определении районов проведения антитеррористической операции и сроков её проведения»

После прохождения срочной службы в армии с 1990 года в звании сержанта продолжил военную службу в органах безопасности.
С 1991 года служил на оперативных и руководящих должностях в отделе защиты национальной государственности УСБ в Ровенской области.
С 1999 по 2000 год был назначен заместителем начальника отдела Департамента защиты национальной государственности и борьбы с терроризмом.
В 2000 году стал начальником отдела Управления национальной государственности Департамента защиты национальной государственности и борьбы с терроризмом и занимал этот пост до 2004 года.
В 2004—2005 годах заместитель главы Управления контрразведывательных мер по борьбе с терроризмом Департамента защиты национальной государственности и борьбы с терроризмом.
С 24 мая 2005 года по 28 декабря 2006 года занимал должность начальника Киевского областного управления СБУ.
28 декабря 2006 года назначен на должность начальника Киевского городского управления СБУ.
С 11 апреля 2008 года являлся начальником Главного управления СБУ в городе Киеве и Киевской области.
С 4 июня 2009 года — заместитель председателя СБУ — начальник Главного управления по борьбе с коррупцией и организованной преступностью Службы безопасности Украины.
11 декабря 2009 года назначен на должность первого заместителя Председателя СБУ — начальника Главного управления «К» по борьбе с коррупцией и организованной преступностью Службы безопасности Украины.
В марте 2010 года — Василий Грицак был уволен из руководящих должностей СБ Украины без исключения из списков личного состава.
С 7 июля 2014 года указом Президента Украины Петра Порошенко назначен на должность руководителя Антитеррористического центра при СБУ и первым заместителя Председателя СБУ Валентина Наливайченко.

#### Председатель СБУ
18 июня 2015 года назначен временно исполняющим обязанности Председателя Службы безопасности Украины. На следующий день после назначения, президент потребовал от Грицака представлений на увольнение ряда высших руководителей спецслужбы и предложений относительно кадрового укрепления СБУ. При этом он выступал против люстрации, которая проходит по формальным признакам.
2 июля 2015 года Верховная Рада назначила Василия Грицака Председателем Службы безопасности Украины. За соответствующее решение проголосовали 340 депутатов. Указом Президента Украины № 410 / 2015 введен в персональный состав Совета национальной безопасности и обороны Украины. 17 февраля 2015 года Порошенко ввел Грицака в персональный состав межведомственной группы Украины в виртуальном центре ГУАМ по борьбе с терроризмом, назначив его уполномоченным координатором, руководителем межведомственной группы.
25 марта 2016 года присвоено высшее воинское звание генерала армии Украины.
1 ноября 2018 года были введены российские санкции против 322 граждан Украины, включая Василия Грицака.
20 мая 2019 года Василий Грицак вместе с командующим Силами специальных операций Игорем Лунёвым не поприветствовал избранного президента Украины Владимира Зеленского во время инаугурации.
В тот же день Василий Грицак подал президенту Владимиру Зеленскому рапорт об отставке. 29 августа Верховная Рада проголосовала за освобождение Василия Грицака с должности Председателя Службы безопасности Украины. 27 декабря 2019 года Президент Зеленский уволил Грицака с военной службы в запас СБУ.

### Операции
В декабре 1999 года в результате осуществления совместных оперативно-розыскных мероприятий сотрудниками Службы безопасности Украины и правоохранительных органов Российской Федерации задержан гражданин Украины Сергей Иванченко, обвиняемый в покушении на Наталию Ветренко. Задерживал Иванченко лично Василий Грицак.
22 июля 2009 года под руководством и при личном участии Грицака в 2009 году проходило задержание Алексея Пукача, подозреваемого в убийстве Гонгадзе.
В ходе боевых действий на востоке Украины, Грицак вместе с офицерами ЦСО «А» («Альфа») лично выходил на боевые задания. 14 августа 2014 года состоялся первый официальный обмен заложников в зоне антитеррористической операции, которой руководил Василий Грицак.
В апреле 2015 года Грицак лично руководитель Антитеррористического центра СБУ, руководил масштабной контртеррористической операцией в Одессе. Под его руководством в ночь с 8 на 9 апреля 2015 года была задержана группа диверсантов из 27 человек, которые готовили создание «Одесской народной республики».
В 2016 году СБУ предупредила серию терактов во Франции, которые могли произойти на чемпионате Европы по футболу Евро-2016. Натали Гуле, член Сената Франции, на брифинге с Василием Грицаком 21 июня 2016 года в Киеве поблагодарила лично за вклад главы СБУ в недопущение терактов во время чемпионата Европы по футболу.
В течение 2016—2017 годах подразделения СБУ под руководством Грицака предотвратили 22 террористических актов и задержали 62 человека.
В 2018 году Грицак сообщил, что СБУ возбудила дело о теракте возле здания канала «Эспрессо», который произошел в октябре 2017 года и во время которого погибли два человека и трое получили ранения.
СБУ под руководством Грицака расследовала деятельность ЧВК «Вагнера». Генерал утверждал о причастности «Вагнера» к атаке Ил-76 с украинскими десантниками на борту, об участии бойцов ЧВК в штурме аэропорта Луганск, штурме Дебальцево и других населенных пунктов.

### Заявления
В апреле 2016 года во время встречи со студентами Киевского политехнического института предрёк смерть Александра Захарченко.
Во время выездного заседания Всеукраинского Совета Церквей и религиозных организаций 2 ноября 2016 года Грицак отметил, что Россия сместила акцент агрессии на внутреннюю жизнь украинцев и пытается бить по единству, патриотизму и толерантности украинцев, поэтому не только украинским воинам, но и всему обществу нужна духовная опека.
В июне 2017 года Грицак заявил, что граждане Российской Федерации должны посещать территорию Украины только по биометрическим паспортам. В мае 2022 года Владимир Зеленский поддержал петицию о введении визового режима с РФ, чему предшествовало заявление Василия Грицака.
В том же месяце глава СБУ предложил ввести уголовную ответственность за российскую пропаганду в СМИ.
22 июля 2017 года Василий Грицак на брифинге СБУ впервые публично использовал ироническую фразу «Ихтамнет», чем ввел в широкое обращение этот неологизм. В сентябре 2017 года Василий Грицак предложил ввести уголовную ответственность за посещение Российской Федерации.
В августе 2017 года Грицак выступил за установление визового режима с Россией.
16 сентября 2017 года во время выступления в Нью-Йорке на юбилейном заседании Всемирного конгресса украинцев Грицак подчеркнул роль диаспоры в сохранении независимости Украины, заявив, что «зарубежное украинство — это та мощная сила, которая помогает родной земле в самые трудные времена и ускорит общую победу».

## Награды
- Звание Герой Украины с вручением ордена «Золотая Звезда» (9 мая 2019 года) — за самоотверженное служение Украинскому народу, выдающийся личный вклад в защиту государственного суверенитета и территориальной целостности Украины[43].
- Орден князя Ярослава Мудрого V степени (1 декабря 2016 года) — за значительный личный вклад в государственное строительство, социально-экономическое, научно-техническое, культурно-образовательное развитие Украинского государства, весомые трудовые достижения, многолетний добросовестный труд[44]
- Орден «За заслуги» I степени (2009 год).
- Орден «За заслуги» II степени (2007 год) — за особые заслуги в защите государственного суверенитета и территориальной целостности Украины, охрану конституционных прав и свобод человека, мужество и самоотверженность, проявленные во время исполнения воинской и служебной обязанности и по случаю 16-й годовщины независимости Украины, за весомый личный вклад в укрепление обороноспособности и безопасности Украинского государства, безупречное исполнение воинской и служебной обязанности, высокий профессионализм.
- Орден «За заслуги» III степени (2002 год) — за значительный личный вклад в защиту государственных интересов Украины, образцовое исполнение воинской и служебной обязанности, высокий профессионализм[45][46]
- Медаль «За мужество и отвагу»[47]
- Нагрудный знак «Почетное отличие СБ Украины»[47]
- Почётная грамота Кабинета Министров Украины[46]

## Семья
- Жена — Ольга Владимировна Грицак.
  - Сын — Олег Васильевич Грицак.

## Критика
Председатель Правительства России Дмитрий Медведев и Глава Администрации президента России Сергей Иванов негативно характеризовали личность Грицака из-за сделанного им в ходе лекции в Национальном университете «Киево-Могилянская академия» заявления о том, что Россия может иметь отношение к терактам в Брюсселе.